# Потоцкий, Ян (1619—1681)
Ян Потоцкий (пол. Jan Potocki; 1619—1681) — польский шляхтич, ротмистр коронных войск, подчаший хелмский, стольник земли бельской.

## Биография
Представитель польского шляхетского рода Потоцких герба «Шренява». Сын Адама Потоцкого и Софии Пржипковской. Братья — подчаший хелмский Ежи Потоцкий и поэт Вацлав Потоцкий.
В 1637 году Ян Потоцкий участвовал в подавлении казацко-крестьянского восстания на Украине под предводительством Павлюка, а в 1638 году принимал участие в боях с казацкими повстанческими отрядами под командованием Якова Острянина и Дмитра Гуни. Вместе со своими братьями в 1651 году он участвовал в качестве хорунжего земли бельской в военных действиях польских войск на Волыни. 28-30 июня 1651 года в битве под Берестечком был тяжело ранен. Сеймик Краковского воеводства рекомендовал наградить Яна и его брата Ежи за заслуги и ранение в сражении под Берестечком.
Во время нашествия шведов он оставил службу в компутовом войске Речи Посполитой и в середине октября 1655 года прибыл в Краков, где участвовал в подписании акта капитуляции южных провинций республики перед королем Швеции Карлом X Густавом. После возвращения в Польшу короля Яна Казимира у Потоцкого были конфискованы Лужна и Сташкувка для Ежи Пенёнжека, но из-за более ранней передачи Лужны его брату Вацлаву, она осталась под контролем Яна Потоцкого.
Вскоре Ян Потоцкий перешёл из арианства в католичество и вернулся на военную службу. В 1657 году он участвовал в военных действия против трансильванского князя Юрия II Ракоци, союзника короля Швеции Карла X Густава и украинского гетмана Богдана Хмельницкого. 24 июля 1658 года Ян Потоцкий был назначен подчашим хелмским. В качестве подчашего хелмского в полку лановой пехоты Краковского воеводства он принял участие в осаде Торуни, получил звание стольника земли бельской, а коронный гетман Ежи Себастьян Любомирский вернул ему Сташкувку.
В 1659 году на сейме Краковского воеводства Ян Потоцкий был избран скарбовым судьей. Поддерживал рокош Ежи Себастьяна Любомирского против королевской власти в 1665—1666 годах. в качестве подчашего хелмского Ян Потоцкий возглавил делегацию шляхты Краковского воеводства к королю Яну II Казимиру Вазе. В лагере под Блоне в окрестностях Варшавы он выступил с речью перед королем, прося мира и ходатайствуя от имени шляхты Краковского воеводства за Ежи Любомирского.
23 июля 1668 года Ян Потоцкий подписал в Прошовице от шляхетской конфедерации Краковского воеводства против отречения от престола короля Яна Казимира Вазы, а также участвовал в конвокационном сейме. В качестве посла (депутата) от Краковского воеводства участвовал в избрании на польский престол Михаила Корибута Вишневецкого и Яна III Собеского. В общей сложности находился на военной службе 30 лет.
Оставил трех дочерей: Анну, Александру и Елену.